# Glen Wesley
Glen Edwin Wesley (* 2. Oktober 1968 in Red Deer, Alberta) ist ein ehemaliger kanadischer Eishockeyspieler und derzeitiger -funktionär, der im Verlauf seiner aktiven Karriere zwischen 1984 und 2008 unter anderem 1626 Spiele für die Boston Bruins, Hartford Whalers, Carolina Hurricanes und Toronto Maple Leafs in der National Hockey League auf der Position des Verteidigers bestritten hat. Seinen größten Karriereerfolg feierte Wesley, der im NHL Entry Draft 1987 bereits an dritter Gesamtposition ausgewählt worden war, in Diensten der Carolina Hurricanes mit dem Gewinn des Stanley Cups im Jahr 2006. Die Hurricanes sperrten seine Trikotnummer 2 im Jahr 2009 und vergeben sie seitdem an keinen anderen Spieler mehr. Sein älterer Bruder Blake Wesley war ebenfalls professioneller Eishockeyspieler.

## Karriere

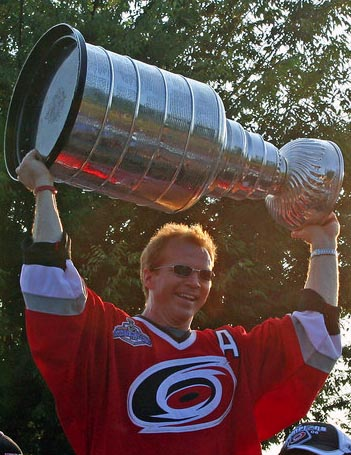
Wesley bei den Feierlichkeiten nach dem Gewinn des Stanley Cups (2006)

Wesley begann seine Karriere bei den Portland Winter Hawks in der Western Hockey League. Beim NHL Entry Draft 1987 wurde er nach starken Leistungen in der Juniorenliga von den Boston Bruins in der ersten Runde als Gesamtdritter ausgewählt. 
In der Saison 1987/88 schaffte er sofort den Durchbruch in der NHL. Mit 37 Punkten wurde er ins NHL All-Rookie Team gewählt und er erreichte mit den Bruins die Finalserie um den Stanley Cup. Dort unterlag das Team jedoch den Edmonton Oilers. Zwei Jahre später standen sie wieder den Oilers im Finale gegenüber und unterlagen erneut. Er entwickelte sich zu einem der solidesten Verteidiger der NHL. Nach sieben Spielzeiten mit den Bruins wechselte er im Sommer 1994 zu den Hartford Whalers. Die Bruins erhielten dafür drei Erstrunden-Draftpicks mit denen sie 1995 Kyle McLaren, 1996 Johnathan Aitken und 1997 Sergei Samsonow auswählten.
Auch in Hartford wurde er schnell zum Rückhalt der Defensive. Zur Saison 1997/98 zog er mit dem Team nach Carolina um. Bei den Carolina Hurricanes war er einer der Stützen und erreichte mit dem Team zum Ende der Saison 2001/02 das Stanley-Cup-Finale. Zum dritten Mal in seiner Karriere unterlag er in der Endspielserie, dieses Mal gegen die Detroit Red Wings. Als sein Vertrag in der folgenden Saison auslief, gab man ihn an die Toronto Maple Leafs ab. Lediglich sieben Spiele bestritt er für die Leafs in der regulären Saison und fünf weitere in den Playoffs. Im Sommer unterschrieb er als Free Agent wieder bei den Hurricanes. So war er auch dabei als die Mannschaft in der Saison 2005/06 endlich den Stanley Cup gewinnen konnte. Am Ende der Saison 2007/08 beendete er im Alter von 39 Jahren seine 20-jährige NHL-Karriere und übernahm zur folgenden Spielzeit einen Posten in der Führungsetage der Carolina Hurricanes.
Bei den Hurricanes, die seine Trikotnummer 2 im Jahr 2009 sperrten und seitdem an keinen anderen Spieler mehr vergeben, war Wesley bis zum Sommer 2018 tätig, ehe er in den Betreuerstab der St. Louis Blues wechselte.

## Erfolge und Auszeichnungen
| - 1986 Bill Hunter Memorial Trophy (WHL West; gemeinsam mit Emanuel Viveiros) - 1986 WHL West First All-Star Team - 1987 Bill Hunter Memorial Trophy (WHL West; gemeinsam mit Wayne McBean) - 1987 WHL West First All-Star Team | - 1988 NHL All-Rookie Team - 1989 Teilnahme am NHL All-Star Game - 2006 Stanley-Cup-Gewinn mit den Carolina Hurricanes - 2009 Sperrung der Trikotnummer 2 durch die Carolina Hurricanes |

## Karrierestatistik

### International
Vertrat Kanada bei:
- Junioren-Weltmeisterschaft 1987

(Legende zur Spielerstatistik: Sp oder GP = absolvierte Spiele; T oder G = erzielte Tore; V oder A = erzielte Assists; Pkt oder Pts = erzielte Scorerpunkte; SM oder PIM = erhaltene Strafminuten; +/− = Plus/Minus-Bilanz; PP = erzielte Überzahltore; SH = erzielte Unterzahltore; GW = erzielte Siegtore; 1 Play-downs/Relegation; Kursiv: Statistik nicht vollständig)